# Dan Eugen Pineta
Dan Eugen Pineta este un istoric de artă, scriitor și om politic român. Înainte de anul 1989 a fost redactor și director al Editurii Meridiane din București. Din octombrie 2001 și până în septembrie 2008 a fost directorul Accademiei di Romania de la Roma și în perioada septembrie 2008 - aprilie 2013 a îndeplinit funcția de consul general al României la Bologna. Din 2013 îndeplinește funcția de ministru plenipotențiar al Ambasadei României în  Republica  Italiană.
Prin DECRETUL nr.48 din 15 ianuarie 2003 a fost conferit Ordinul Național „Serviciul Credincios” în grad de Cavaler domnului Dan Eugen Pineta, directorul „Accademia di Romania” din Roma, Republica Italiană pentru profesionalismul și competența dovedite în conducerea celei mai prestigioase instituții de cultură românească din străinătate, dând acesteia rolul științific, cultural și artistic pentru care a fost creată.